# 벤 챈들러
벤 챈들러(Ben Chandler, 1952년 11월 12일 ~ )는 미국의 정치인이다.

## 학력
- 켄터키 대학교 인문사회 학사
- 켄터키 대학교 법무박사

## 경력
- 1992.01 ~ 1996.01 켄터키주 감사관
- 1996.01 ~ 2004.01 제47대 켄터키 법무장관
- 2004.02 ~ 2013.01 제108·109·110·111·112대 미국 켄터키주 제6구 연방하원의원

## 역대 선거 결과
| 선거명        | 직책명                      | 대수  | 정당   | 득표율  | 득표수    | 결과 | 당락                   |
| ------------- | --------------------------- | ----- | ------ | ------- | --------- | ---- | ---------------------- |
| 1991년 선거   | 켄터키 감사관               | -대   | 민주당 | 64.86%  | 465,119표 | 1위  | 켄터키주 감사관 당선   |
| 1995년 선거   | 켄터키 법무장관             | 47대  | 민주당 | 59.90%  | 560,526표 | 1위  | 켄터키주 법무장관 당선 |
| 1999년 선거   | 켄터키 법무장관             | 47대  | 민주당 | 100.00% | 403,223표 | 1위  | 켄터키주 법무장관 당선 |
| 2003년 선거   | 켄터키 주지사               | 60대  | 민주당 | 44.96%  | 487,159표 | 2위  | 낙선                   |
| 2004년 재선거 | 하원의원 (켄터키 제6선거구) | 108대 | 민주당 | 55.16%  | 84,168표  | 1위  | 켄터키주 하원의원 당선 |
| 2004년 선거   | 하원의원 (켄터키 제6선거구) | 109대 | 민주당 | 58.61%  | 175,355표 | 1위  | 켄터키주 하원의원 당선 |
| 2006년 선거   | 하원의원 (켄터키 제6선거구) | 110대 | 민주당 | 85.46%  | 158,869표 | 1위  | 켄터키주 하원의원 당선 |
| 2008년 선거   | 하원의원 (켄터키 제6선거구) | 111대 | 민주당 | 64.66%  | 203,764표 | 1위  | 켄터키주 하원의원 당선 |
| 2010년 선거   | 하원의원 (켄터키 제6선거구) | 112대 | 민주당 | 50.08%  | 119,812표 | 1위  | 켄터키주 하원의원 당선 |
| 2012년 선거   | 하원의원 (켄터키 제6선거구) | 113대 | 민주당 | 46.68%  | 141,438표 | 2위  | 낙선                   |

## 참고 자료
- 위키미디어 공용에 벤 챈들러 관련 미디어 분류가 있습니다.